# Trávnica
Trávnica (Hongaars:Barsfüss) is een Slowaakse gemeente in de regio Nitra, en maakt deel uit van het district Nové Zámky.
Trávnica telt 1180 inwoners.